# ۱۲۱۷ (خورشیدی)
۱۲۱۷ هزار و دویست و هفدهمین سال هجری خورشیدی است.

## رویدادها
- ۲۹ خرداد – اشغال جزیرهٔ خارک توسط نیروی دریایی انگلستان
- ۱۸ شهریور – عقب‌نشینی محمدشاه قاجار از محاصرهٔ هرات